# Ken Marino
Kenneth Joseph Marino (Long Island, 19 de dezembro de 1968) é um ator norte-americano.